# Fatuneso
Fatuneso (Fatunesu) ist eine osttimoresische Aldeia im Suco Fahilebo (Verwaltungsamt Bazartete, Gemeinde Liquiçá). 2015 lebten in der Aldeia 787 Menschen.
Fatuneso bildet den Osten des Sucos Fahilebo. Nordwestlich liegt die Aldeia Tuhilo Craic und südwestlich die Aldeia Tuhilo Leten. Im Osten grenzt Fatuneso an den Suco Ulmera und im Südosten an den Suco Liho, der zur Gemeinde Ermera gehört. Die Grenze zu Liho bildet der Fluss Anggou, ein Quellfluss des Rio Comoro.
Das Dorf Fatuneso liegt im Nordwesten der Aldeia und liegt entlang der Straße in Richtung Ulmera. Hier befinden sich der Sitz des Sucos, eine Grundschule, ein provisorischer Hubschrauberlandeplatz und ein Hospital sowie das „Haus der Riten“ (Uma Lisan) von Ligime.
2023 wurde Maria Martins Soares zur Chefe de Aldeia gewählt.